# Liselott Lindström
Liselott Lindström, född 11 april 1989 i Helsingfors, är en finlandssvensk journalist. Hon är SVT:s Finlandskorrespondent. 
Lindström blev politices kandidat från Svenska social- och Kommunalhögskolan vid Helsingfors universitet år 2011. År 2013 blev hon magister vid Århus Universitet (Danmark) och Swansea University (Wales).
Lindström har tidigare arbetat på Svenska Yle i olika roller, bland annat som utrikesredaktör och nyhetsuppläsare. Hon har också arbetat som utrikesredaktör för Sveriges Radio.
Från år 2018 var Lindström bosatt i Kenya och rapporterade för bland andra Svenska Yle, Yles finska nyheter och SVT. Hon har främst rapporterat från Östafrika men också från andra länder på den afrikanska kontinenten. Sedan 2022 bor hon i Helsingfors och arbetar som SVT:s Finlandskorrespondent. Hon har också skrivit kolumner för Hufvudstadsbladet och Journalisten.
År 2021 tilldelades Lindström Topeliuspriset, det största finlandssvenska journalistpriset.